# 小行星54411
小行星54411（54411 Bobestelle）是一颗绕太阳运转的小行星，为主小行星带小行星。该小行星于2000年6月3日发现。
該小行星以發現者的父親喬治·羅伯特·史泰森（George Robert Stetson）和母親埃斯特爾·瑪麗·艾夫斯（Estelle Marie Ives）命名。

## 轨道参数
小行星54411的轨道半长轴为2.8551249 AU，离心率为0.187。